# Liste der Biografien/Lindw
Liste der Biografien |
Portal Biografien |
Personensuche
# |
A |
B |
C |
D |
E |
F |
G |
H |
I |
J |
K |
L |
M |
N |
O |
P |
Q |
R |
S |
T |
U |
V |
W |
X |
Y |
Z |
?
 
La |
Lb |
Lc |
Le |
Lg |
Lh |
Li |
Lj |
Ll |
Lm |
Lo |
Lp |
Lt |
Lu |
Lv |
Lw |
Lx |
Ly |
Lz
 
Lia |
Lib |
Lic |
Lid |
Lie |
Lif |
Lig |
Lih |
Lii |
Lij |
Lik |
Lil |
Lim |
Lin |
Lio |
Lip |
Liq |
Lir |
Lis |
Lit |
Liu |
Liv |
Liw |
Lix |
Liy |
Liz
 
Lina |
Linb |
Linc |
Lind |
Line |
Linf |
Ling |
Linh |
Lini |
Linj |
Link |
Linl |
Linn |
Lino |
Linp |
Lins |
Lint |
Linu |
Linv |
Linw |
Linx |
Liny |
Linz
 
Linda |
Lindb |
Linde |
Lindf |
Lindg |
Lindh |
Lindi |
Lindk |
Lindl |
Lindm |
Lindn |
Lindo |
Lindp |
Lindq |
Lindr |
Linds |
Lindt |
Lindu |
Lindv |
Lindw |
Lindz
Die Liste der Biografien führt alle Personen auf, die in der deutschsprachigen Wikipedia einen Artikel haben. Dieses ist eine Teilliste mit 6 Einträgen von Personen, deren Namen mit den Buchstaben „Lindw“ beginnt.

## Lindw

### Lindwa
- Lindwall, Hampus (* 1976), schwedischer Organist, Komponist und Improvisator
- Lindwall, Ray (1921–1996), australischer Cricketspieler

### Lindwe
- Lindwedel, Johann Friedrich (1813–1888), Landtagsabgeordneter Waldeck

### Lindwo
- Lindworsky, Johannes (1875–1939), deutscher Jesuit, Psychologe und Hochschullehrer

### Lindwu
- Lindwurm, Arnold (1833–1893), deutscher Wirtschaftspädagoge, Journalist und Autor
- Lindwurm, Joseph von (1824–1874), deutscher Dermatologe